# Георги Ковачев (Пловдив)
Вижте пояснителната страница за други личности с името Георги Ковачев.
Георги (Джоро) Иванов Ковачев е български търговец, деец на Вътрешната македонска революционна организация (ВМОРО).

## Биография
Ковачев е роден в Пловдив и принадлежи към католическата общност в града. В края на XIX век учи и работи в Италия, където вероятно започват контактите му с дейци революционното движение в Македония и Тракия. Завръща се в Пловдив, установява се в Католическата махала на улица „Хаджи Джоро“ срещу „Свети Лудвиг“ и се занимава с търговия. Ковачев започва да изпълнява различни задачи за ВМОРО в Пловдив и София, като между 1903 и 1908 година поддържа близки приятелски контакти с много от нейните дейци и ръководители - Борис Сарафов, който става кръстник на едно от децата на Ковачев, Васил Чекаларов, който в 1903 година живее в Пловдив, вероятно у Ковачев, Пандо Кляшев, Начо Дживджанов, Иван Наумов Алябака, Тане Николов, Пейо Гарвалов.
Участва във войните за национално обединение.